# Andrei Minchanowitsch Surotdinow

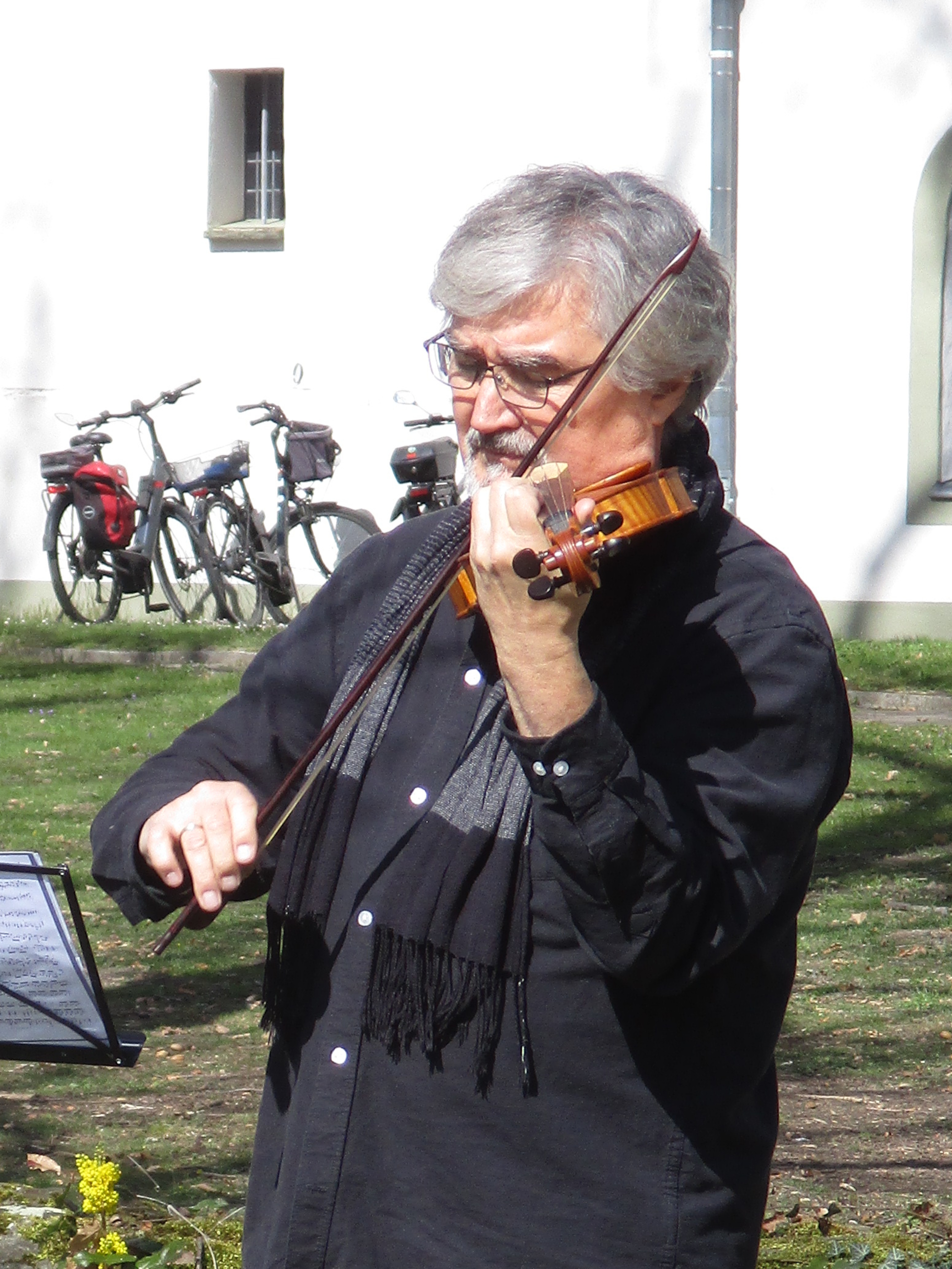
Andrei Surotdinow (2025)

Andrei Minchanowitsch Surotdinow (russisch Андрей Минханович Суротдинов; * 26. April 1960 in Semipalatinsk, Kasachische SSR, UdSSR) ist ein russischer Musiker, Film- und Theaterkomponist und Mitglied der russischen Rockband „Aquarium“, bei der er seit 1995 Violine spielt. Vor Aquarium spielte er im Kammerorchester „Akademie für Alte Musik“ (russisch: Академия старинной музыки). Surotdinow beherrscht neben Violine, Geige und Bratsche auch Klavier, Cembalo und Orgel. Außerhalb der Rockband beteiligt er sich bei klassischen Ensembles, die sich der Alten Musik widmen oder tritt als Solokünstler auf. In den letzten Jahren wirkte er bei mehreren Projekten und Konzertreihen in europäischen Kirchen mit.
Eine weitere Passion des Künstlers ist die Fotografie. Seine Bilder wurden unter anderem in der Galerie „Borey Art Center“ in Sankt Petersburg ausgestellt.
Aufgrund von Kritik an der Politik der russischen Regierung lebt Andrei Surotdinow seit 2022 in Serbien im Exil. Er ist mit der serbischen Schauspielerin Danijela Stojanović verheiratet.

## Biografie
Andrei Surotdinow kommt ursprünglich aus der klassischen Musik. Sein musikalisches Repertoire ist breit gefächert und reicht von Barock und Klassik bis Folk, Reggae, Rock und Fusion. Bevor er sich der Band Aquarium anschloss, spielte er bei verschiedenen klassischen Ensembles. Von 1986 bis 1987 war er Mitglied des Leningrader Ensembles der alten Musik „Ars Consoni“ unter der Leitung von Wladimir Fedotow, mit dem er in der UdSSR, Polen und dem damaligen Jugoslawien tourte. Bei dem 1989 erschienenen Album „Der getreue Musikmeister“ ("Преданный музыкант"), mit Musik von Georg Philipp Telemann, beteiligte er sich an der Aufnahme.
Von 1988 bis 1994 spielte er im Ensemble der Akademie der Alten Musik des Moskauer Konservatoriums unter der Leitung von Tatjana Grindenko. Dort spielte er Geige, Viola und Bratsche. Die „Akademie der Alten Musik“ trat auf zahlreichen Klassikfestivals in Europa, den USA und in Indien auf. Surotdinov war an der Aufnahme von mehreren Alben des Barockensembles beteiligt.
1994 verließ Andrei Surotdinow die „Akademie der Alten Musik“ und trat als Violinist und Keyboarder der Rockband Aquarium bei, wo er bis heute aktiv ist. Mit ihr tourte er durch die Länder der ehemaligen Sowjetunion, Europa, USA, Japan, Australien, Türkei, Großbritannien, Irland und Indien und trat in den größten Konzerthallen auf. Darunter auch im Théâtre de la Ville in Paris und in der Londoner Royal Albert Hall. Trotz ihres Erfolges war die Band Aquarium wegen ihrer westlich orientierten Rockmusik und ihren sozialkritischen Texten der Politik und der orthodoxen Kirche in Russland ein Dorn im Auge. Nachdem sich Andrei Surotdinow unter anderem kritisch über den Krieg in der Ukraine äußerte, musste auch er das Land verlassen. Seit 2022 lebt er in Serbien im Exil. In sein Heimatland kann er bis heute nicht mehr einreisen.
Als Theaterkomponist trat er erstmals 2002 in Erscheinung, als er die Musik für die Prosa „Lexikon“ nach einer Erzählung von Milorad Pavić zusammenstellte. Von 2002 bis 2021 wirkte er an mehreren Theaterproduktionen namhafter Regisseuren in Sankt Petersburg und Moskau mit, darunter Wladimir Radtschenko, Alexei Sljussartschuk und Jelena Oserzowa. Sein Debüt als Filmkomponist hatte er 2005 mit der Komödie „Ein Mann im Koffer, ein Mann im Mantel und ein Mann im Frack“ (Человек в футляре, человек в пальто и человек во фраке) der russischen Regisseurin und Drehbuchautorin Elina Suni. Bekannter sind in Deutschland jedoch die Arthouse-Filme „Under Electric Clouds“ (russisch: Под электрическими облаками, 2015), „Delo“ (international: „House Arrest“, russisch: Дело, 2021) und „Air“ (russisch: Воздух, 2023) von Alexei German, für die Andrei Surotdinow die Filmmusik komponierte.
Neben seinen Auftritten mit „Aquarium“ / „BG+“ tritt er als Gastmusiker bei befreundeten Bands auf oder führt Konzerte im klassischen Bereich auf. Er beteiligte sich an Aufnahmen von Alben anderer russischer Bands, wie „Nastja“ (Nastja Polewa) und „Markscheider Kunst“. Surotdinow ist auch ein Organist. Im März 2025 begleitete er während einer kurzen Tourpause musikalisch den Gottesdienst in Ahlen und Soest in der St.-Josef-Kirche (Ahlen), im Patroklidom und in der St.-Matthias-Kirche, wo im Anschluss das Friedensdenkmal „LichtMoment“ eingeweiht wurde.

## Veröffentlichungen (Auswahl)

### Musik für Theater und Musicals
- 2002 – „Hans Küchelgarten“. Theaterstück nach dem Erstlingswerk von Nikolai Wassiljewitsch Gogol von 1829. Regie: Vladimir Radchenko. Aufgeführt im Wyssozki-Zentrum, Moskau.
- 2002 – „Lexikon“. Theaterstück nach einer Prosa von Milorad Pavić. Regie: Alexey Slyusarchuk. Aufgeführt im Theater Osobnyak, St. Petersburg[2].
- 2003 – „Penelope 18“. Theaterstück basierend auf James Joyce’ Roman „Ulysses“. Regie: Alexey Slyusarchuk, Aufgeführt im Theater Osobnyak, St. Petersburg.
- 2004 – „Mein Name sei Gantenbein“. Theaterstück nach einem Roman von Max Frisch. Regie: Alexey Slyusarchuk, Aufgeführt im Theater Osobnyak, St. Petersburg.
- 2004 – „Tätowierung“. Theaterstück, basierend auf dem Stück von Dea Loher. Regie: Elena Ozertsova, Aufgeführt im Kammertheater Triada, Moskau.
- 2004 – „Die große Flucht“. Inszenierung nach Nikolai Gogols Theaterstück „Die Heirat“. Regie: Victor Kramer. Sie war eine internationale Gemeinschaftsproduktion des Teatro Politeama Pratese in Prato, Italien[3] und des Baltic House Festival Theaters in St. Petersburg, Russland.
- 2004 – „Jolly Fellows“. Musical nach Vorlage des 1. sowjetischen Filmmusicals „Lustige Burschen“ (Originaltitel: Весёлые ребята). Regie: Victor Kramer. Aufgeführt im Jewgeni-Wachtangow-Theater, Moskau. Arrangeure A. Surotdinov und B. Rubekin.
- 2007 – „Die Hochzeit des Figaro“. Aufführung nach dem Theaterstück von Pierre de Beaumarchais. Regie: Victor Kramer. Aufgeführt im Theater "Baltic House", St. Petersburg.
- 2007 – „Iwanow“. Inszenierung nach dem Theaterstück von Anton Tschechow. Regie: Alexander Bargman. Aufgeführt im „Takoi Theatre“, St. Petersburg.
- 2010 – „Algo que quería ser alguien“ (Etwas, das jemand sein wollte) ist eine Performance des Pho & Visual Arts Theatre.[4] Regie: Mima Jankovic. Aufgeführt im Teatro Principal de Castellon, Spanien.
- 2012 – „Color Dreams White Night“. Show-Performance, Akrobatik. Regie: Victor Kramer. Aufgeführt im Music Hall Theatre, St. Petersburg.
- 2013 – „Wiener Apokryphen“. Theaterstück nach dem Roman „Malina“ von Ingeborg Bachmann. Regie: Alexey Slyusarchuk. Aufgeführt im Theater Osobnyak, St. Petersburg.
- 2017 – „Februar“. Die Produktion basiert auf „Thaddeus und der Februar“[5], einem Kinder- und Jugendroman von Shane Jones. Regie: Alexey Obraztsov. Aufgeführt im Theater Osobnyak, St. Petersburg.
- 2020 – „Macbeth“. Theaterstück nach William Shakespeare. Regie: Dmitry Turkov. Aufgeführt im Michail-Glinka-Kammertheater, Tscheljabinsk.[6]
- 2021 – „Dämonen“ ist eine Produktion nach dem Roman von Fjodor Dostojewski. Regie: Alexey Slyusarchuk. Aufgeführt im Lensovet-Theater, St. Petersburg.

### Filmmusik
- 2005 – „Ein Mann im Koffer, ein Mann im Mantel und ein Mann im Frack“ (Originaltitel: Человек в футляре, человек в пальто и человек во фраке). Regie: Elina Suni; Genre: Comedy; Länge: 92 min.
- 2015 – „New Russians“ (Originaltitel: Новые русские). Regie: Grigoriy Dobrygin, Kirill Pletnev, Oksana Mikheeva, Zhora Kryzhovnikov, Kamila Safina; Genre: Science Fiction, Thriller, Liebesfilm, Comedy, Drama; Länge: 84 min. Film nach einer Novelle von Roland Dahl.
- 2015 – „Under Electric Clouds“ (Originaltitel: Под электрическими облаками). Regie: Alexei German jr.; Genre: Science Fiction, Drama; Länge: 137 min. Dystopischer Film in 7 Episoden über das Leben der Menschen in einer zusammenbrechenden Gesellschaft am Rande einer Bauruine und im Schatten eines sich anbahnenden Krieges. Der Film wurde bei der 65. Berlinale gezeigt.
- 2015 – „Nastya“ (Originaltitel: Настя). Regie: Kirill Pletnev; Genre: Kurzfilm, Drama; Länge: 30 min. Geschichte zweier Frauen namens Nastia auf der Suche nach einem besseren Leben. Die eine ist Polizistin, die andere kriminell… Der Kosename Nastya ist die Kurzform des Namens Anastasia und bedeutet im Russischen „Auferstehung“.
- 2015 – „New Russians 2“ (Originaltitel: Новые русские 2). Regie: Pavel Ruminov, Svetlana Samoshina, Nikita Tamarov, ; Genre: Science Fiction, Thriller, Liebesfilm, Comedy, Drama; Länge: 100 min. Der Film basiert einer Novelle von Roland Dahl mit 5 weiteren Lebensgeschichten.
- 2016 – „6.23“. Regie: Kirill Pletnev, Genre: Kurzfilm, Länge: 7 min. 6 Minuten und 23 Sekunden aus dem Leben eines Schauspielers.
- 2016 – „Mother“ (Originaltitel: Мама). Regie: Kirill Pletnev; Genre: Kurzfilm, Drama; Länge: 30 min. Wie sag ichs nur dem Kinde? Vor dieser Frage steht eine junge Mutter, die ihrer 14-jährigen Tochter erklären muss, dass sie eigentlich Geschwister sind.
- 2018 – „Mama Forever“ (Originaltitel: Мама навсегда). Regie: Evgeny Nikitin, Kirill Pletnev, Alexandr Korolev; Genre: Drama; Länge: 79 min.
- 2019 – „Where Does the Sea Flow?“ (Originaltitel: Куда течет море). Regie: Vitaliy Saltykov; Genre: Drama; Länge: 61 min. Die junge Journalistin Irina bekommt die Möglichkeit für ein Jugend- und Musikportal den Politiker Andrej Sergejewitsch zu interviewen. Für das Gespräch wählt sie ein ungewöhnliches Format und setzt sich hinter das Klavier. Statt den Politiker über sein Leben und seine Karriere zu befragen, spielt sie vier musikalische Statements über Liebe, Dankbarkeit, Gerechtigkeit und Glück vor und verändert damit seine herablassende Lebenseinstellung.
- 2021 – „Delo“ (Originaltitel: Дело, International: „House Arrest“). Regie: Aleksei German jr.; Genre: Drama; Länge: 106 min. David, ein Universitätsprofessor, kritisiert die Verwaltung seiner Stadt in den Sozialen Medien. Statt den korrupten Geschäften des Bürgermeisters nachzugehen, wird er selbst der Veruntreuung beschuldigt und unter Hausarrest gestellt, bis er sich entschuldigt. David bleibt standhaft und wartet hoffnungsvoll auf den sich nähernden Gerichtstermin.
- 2023 – „Air“ (Originaltitel: Воздух). Regie: Aleksei German jr.; Genre: Kriegsfilm, Drama; Länge: 151 min. Spielfilm über die russischen Kampfpilotinnen an der Leningrader Front während dem 2. Weltkrieg. Die weltweite Veröffentlichung des Films fand auf dem Tokyo International Film Festival im Oktober 2023 statt. 2024 wurde er in Russland veröffentlicht.

### Sonstiges
- Alben der Band Aquarium / BG+ seit 1995 siehe Hauptartikel